# Ahyee Aye Elvis
Ahyee Aye Elvis (Abiyán, Costa de Marfil, 1983) es un futbolista marfileño.

## Trayectoria
Fichó por el Sogndal Fotball el 31 de agosto de 2004, después de haber jugado en Stella Club d'Adjamé. En enero de 2013 fichó por el equipo SK Vard Haugesund.
Fue campeón de la Primera División de Noruega en 2010.